# Rhizoprionodon taylori
Rhizoprionodon taylori és una espècie de peix de la família dels carcarínids i de l'ordre dels carcariniformes.

## Morfologia
Els mascles poden assolir els 69,1 cm de longitud total.

## Distribució geogràfica
Es troba a Papua Nova Guinea i nord d'Austràlia.